# Saltvik
Saltvik ist eine Gemeinde in der autonomen finnischen Provinz (finnisch: Lääni) Åland.

## Lage und Größe
Sie liegt im Nordosten von Ålands Hauptinsel Fasta Åland, angrenzend an die Gemeinden Finström im Westen und Sund im Süden.
Saltvik hat 1793 Einwohner (Stand 31. Dezember 2022) und nimmt eine Fläche von 159,08 Quadratkilometern ein. Wie auf ganz Åland ist Schwedisch die offizielle Sprache.
Der höchste Punkt Ålands, der 129 Meter hohe Berg Orrdalsklint, befindet sich in der Gemeinde Saltvik. Zu der Gemeinde gehören die Orte Antböle, Bertby, Boksö, Borgboda, Daglösa, Främmanby, Germundö, Haga, Haraldsby, Hjortö, Hullby, Kuggböle, Kvarnbo, Laby, Lagmansby, Lavsböle, Lavö, Liby, Långbergsöda, Näs, Ovanåker, Rangsby, Ryssböle, Ryssö, Saggö, Sonnröda, Strömma, Syllöda, Sålis, Tengsöda, Toböle, Vassböle, Åsgårda und Ödkarby.

## Geschichte
Die erste urkundliche Erwähnung Saltviks datiert auf das Jahr 1322. Der Name deutet darauf hin, dass der Ort schon damals ein bedeutender Handelsplatz (schwedisch vikort) besonders für den Salzhandel war. Die Kirche von Saltvik wurde zu Teilen im 13. Jahrhundert erbaut.

## Sehenswürdigkeiten
Der Ort Kvarnbo ist bekannt wegen der Wallburg Borge aus der jüngeren Eisenzeit. Es handelt sich um die mit etwa 3,0 ha Fläche größte von sechs Burganlagen auf Åland. In der Umgebung des Hofes Borgboda, der wegen des Gebäudes Idas stuga viel besucht wird, befinden sich vier Gräberfelder, wo bei archäologischen Untersuchungen Funde aus der Bronzezeit sowie aus der jüngeren Eisenzeit gemacht wurden. Das größte Gräberfeld, Ängisbacken, umfasst 65 Gräber, und das zweitgrößte, Gammelgårdshägnaden, besteht aus 63 Grabstellen.

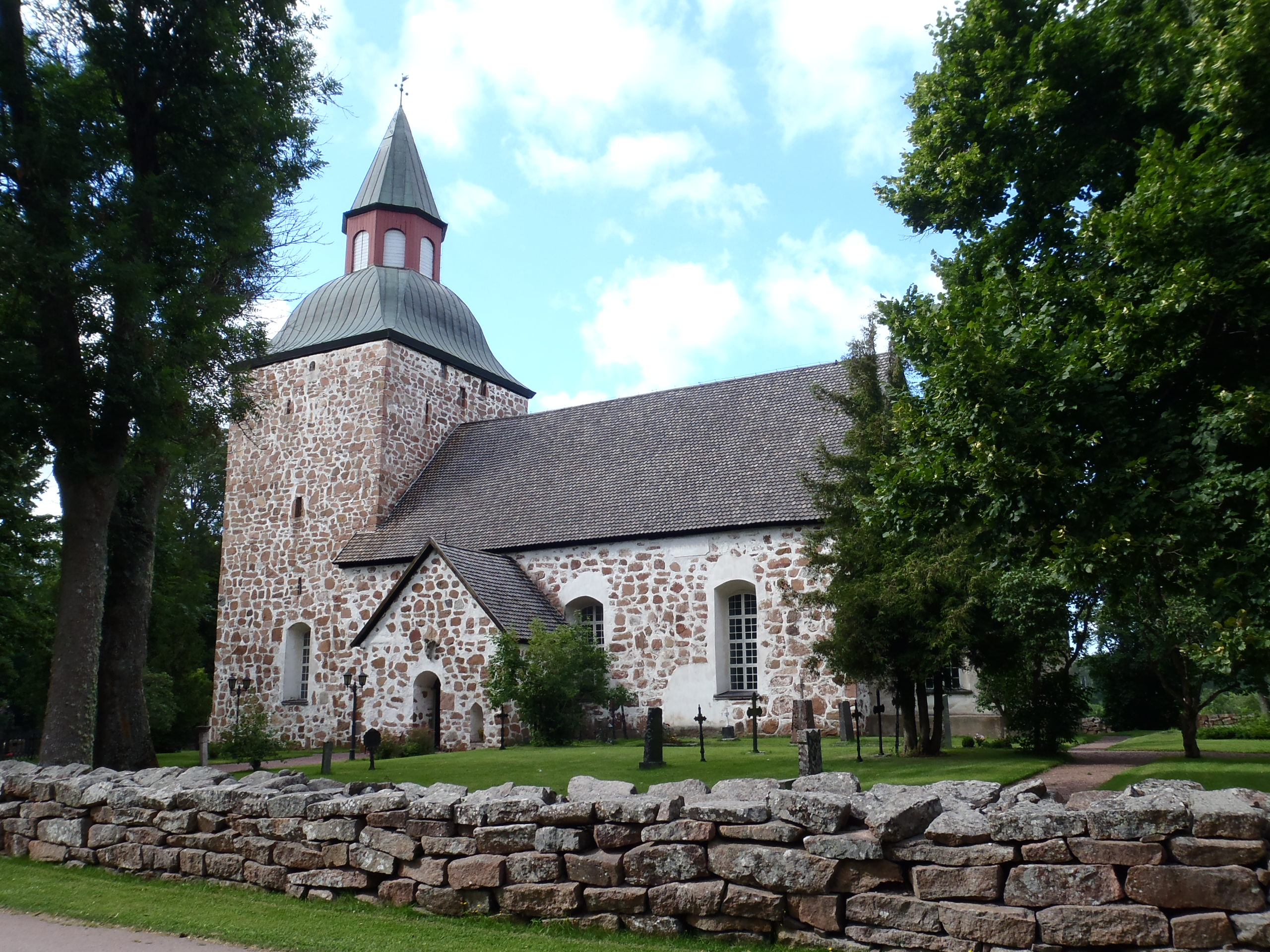
Mittelalterliche Feldsteinkirche von Saltvik
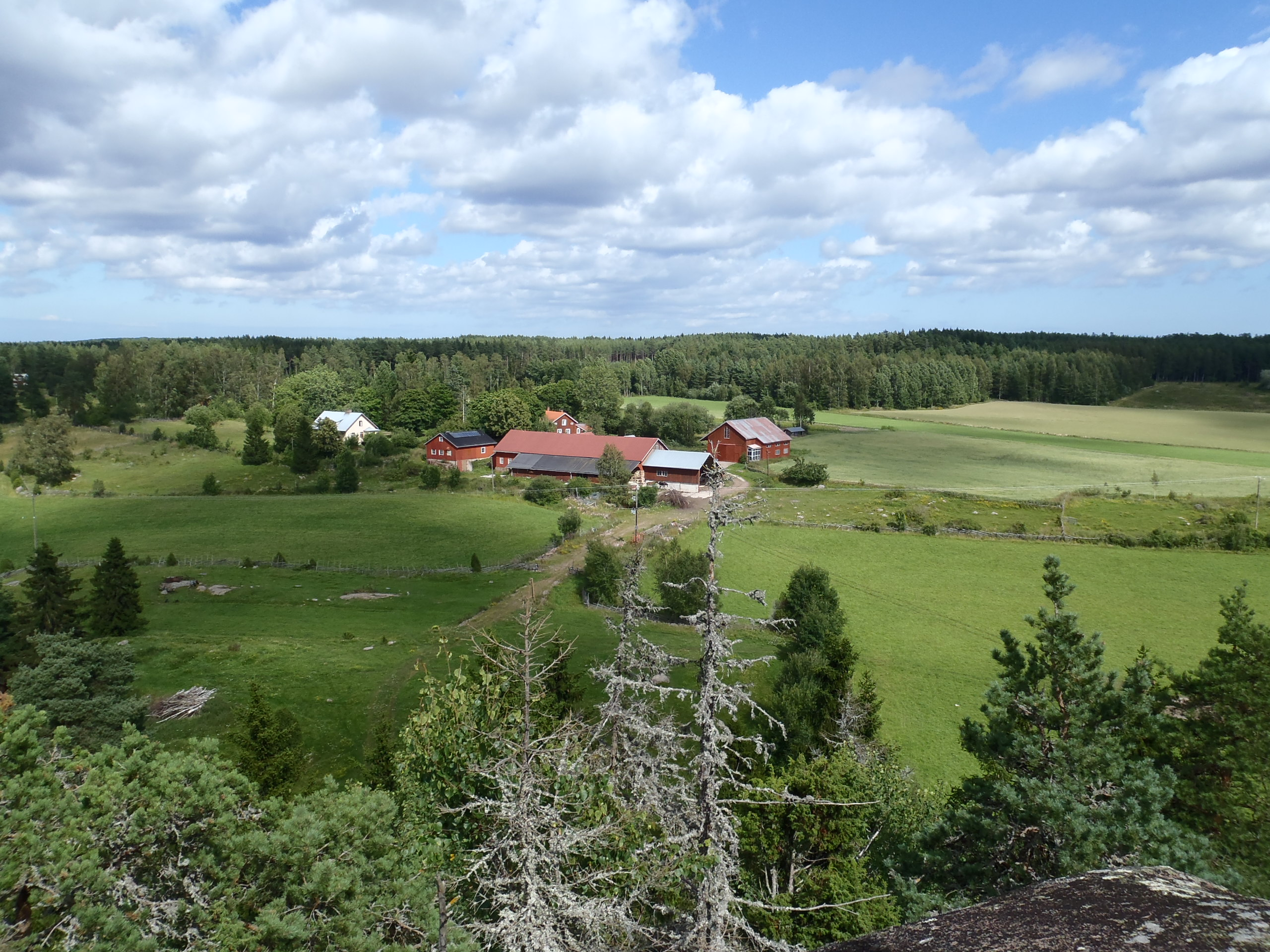
Blick zur Wallburg Borge
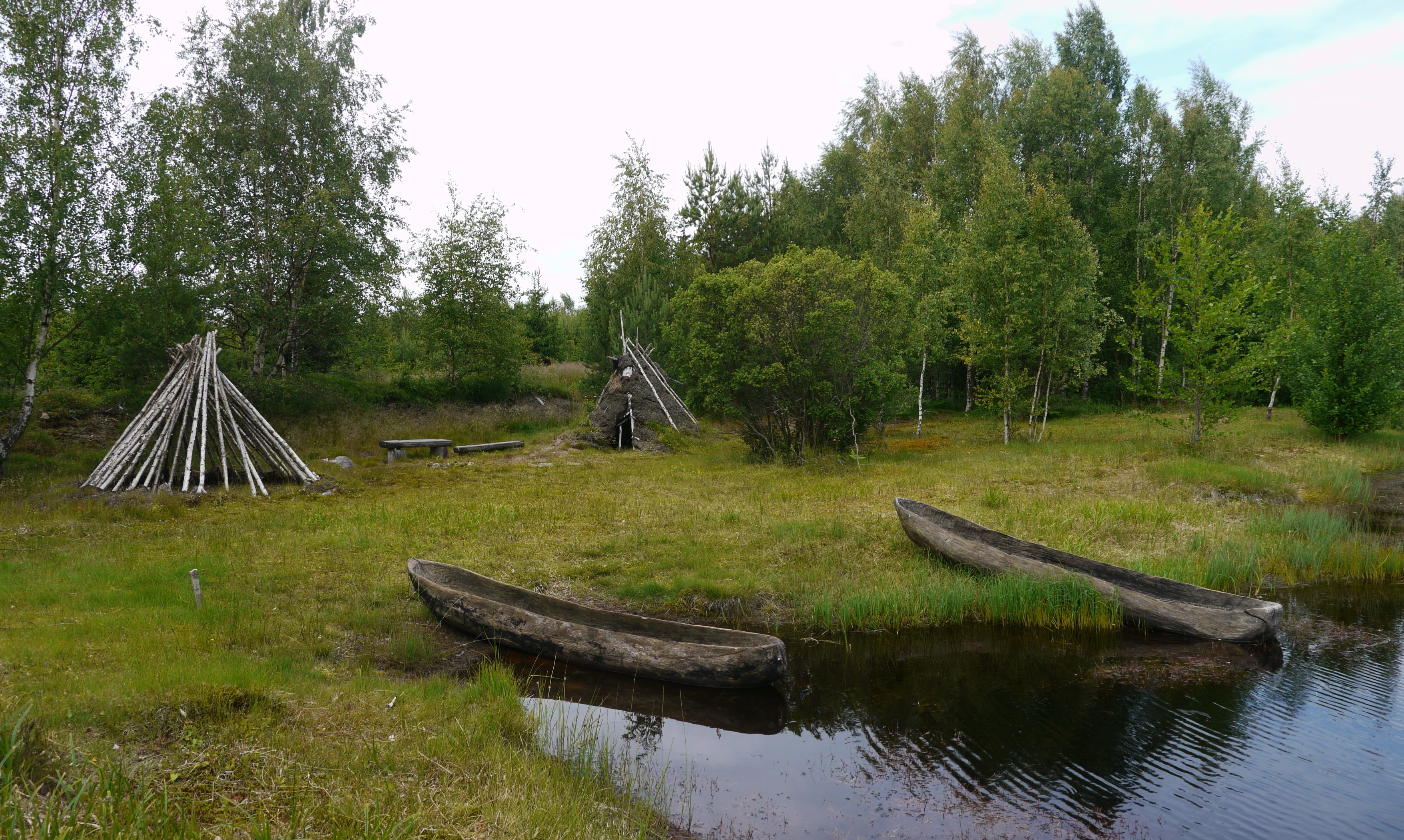
Langbergen bei Saltvik

## Söhne und Töchter der Gemeinde
- Karl August Bomansson (1827–1906), Historiker und Archivar
- Atos Wirtanen (1906–1979), Politiker, Journalist und Autor
- Pehr Henrik Nordgren (1944–2008), Komponist